# Frankatura prowizoryczna

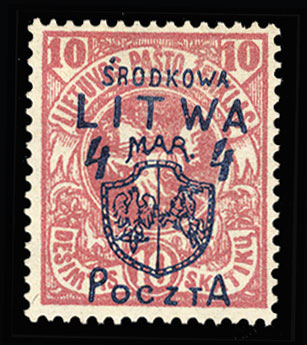
Frankatura prowizoryczna

Frankatura prowizoryczna – frankatura składająca się z obcych znaczków i całostek pocztowych, które zostały dopuszczone do obiegu na danym obszarze. Stosowano ją głównie w okresach przejściowych, np. po wyzwoleniu się kraju z okupacji innych krajów – brak własnych znaczków pocztowych (np. Polska w 1918) lub innych sytuacji politycznych (np. zachodnia Białoruś i zachodnia Ukraina po 17 września 1939). W takich okresach dozwolona jest również frankatura mieszana.